# Caça al terrorista
Caça al terrorista (títol original en anglès: The Assignment) és una pel·lícula d'espionatge estatunidenca de Christian Duguay estrenada el 1997 i doblada al català. Protagonitzada per Aidan Quinn en dos papers, Donald Sutherland, i Ben Kingsley. El film, escrit per Dan Gordon i Sabi H. Shabtai, està situat a finals dels anys 1980 i tracta d'un pla de la CIA amb el personatge de Quinn per fer-se passar pel terrorista de Venezuela Carlos el Xacal.

## Argument
Dos agents de la CIA i del Mossad, Shaw i Amos, formen i utilitzen un sòsia d'Ilich Ramírez Sánchez àlies Carlos, en la persona del Tinent Cmdr. Annibal Ramirez de la US Navy, per acorralar-lo.

## Repartiment
- Aidan Quinn: Tinent Comandant Annibal Ramirez / Carlos «el Xacal»
- Donald Sutherland: Jack Shaw (Henry Fields)
- Ben Kingsley: Amos
- Claudia Ferri: Maura Ramirez
- Vlasta Vrana: KGB Head Officer
- Liliana Komorowska: Agnieska
- Von Flores: Koj
- Daniel Pilon: Almirall Crawford

## Rebuda
"Entretinguda cinta de suspens d'escassa imaginació"